# Planorbella multivolvis
Planorbella multivolvis fue una especie de molusco gasterópodo de la familia Planorbidae en el orden de los Basommatophora.

## Distribución geográfica
Fue  endémica de Estados Unidos.     